# Tizi N'Bechar
Tizi N'Bechar là một đô thị thuộc tỉnh Sétif, Algérie. Dân số thời điểm năm 2002 là 18.719 người.